# 1032 هـ
1032 هـ هي سنة في التقويم الهجري امتدت مقابلةً في التقويم الميلادي بين سنتي 1622 و1623.

## مواليد
- ابن العماد الحنبلي